# TRAPPIST-1f
TRAPPIST-1f je exoplaneta, též známá pod označením 2MASS J23062928-050228f v systému TRAPPIST-1. Je od nás vzdálená 41 světelných let. Tato exoplaneta obíhá v obyvatelné zóně. Jedná se o superzemi a pátou planetu v systému. Je to potenciálně obyvatelná exoplaneta.